# David Summers
David Summers Rodríguez (Madrid, 26 de febrero de 1964) es un cantante, músico y compositor español. Summers es conocido principalmente por ser el vocalista y bajista de la banda de rock en español Hombres G.

## Biografía y carrera

### 1964-1982: primeros años
Nació en el barrio madrileño de Chamberí el 26 de febrero de 1964. Vivió en el Parque de las Avenidas, donde también vivía su amigo y compañero del grupo Hombres G, Javi Molina. Es hijo del director de cine Manuel Summers y sobrino del periodista Guillermo Summers, de ascendencia inglesa[cita requerida]. En su juventud tocaba el clarinete; aprendió a tocar la guitarra y el bajo.

### 1982-1993: Hombres G
Tras conformar la banda con los guitarristas Rafa Gutiérrez y Daniel Mezquita y el baterista Javier Molina, la agrupación publica en 1983 algunos sencillos de su primer álbum. En 1985 la agrupación publicó su álbum debut homónimo, un disco de diez canciones y lanzan el sencillo «Devuélveme a mi chica» conocido también como «Sufre mamón». El padre de David dirigió la película Sufre mamón, una cinta autobiográfica sobre el grupo, sus inicios y su repentina fama. Más tarde también protagonizaron la película Suéltate el pelo.

### 1993-2002: incursión como solista
En 1993, tras la separación de Hombres G comienza su carrera en solitario. En 1994, publica su primer trabajo en solitario, titulado David Summers. Este trabajo, íntimo, romántico y muy personal, da un giro completo a lo que hasta entonces había hecho. En 1997 lanza su segundo disco en solitario, titulado Perdido en el espacio, producido por Nigel Walker, trabajo que está considerado por la crítica especializada como el más rockero de sus producciones en solitario.
Un año más tarde, en 1998, lanza un disco cuyas canciones son la mayoría en directo, grabado en el Teatro Metropólitan de la Ciudad de México, titulado En directo desde el Metropólitan. En este trabajo aparecen también algunas versiones de su época de Hombres G, grabadas en directo pero sin público, y también se pueden escuchar un par de canciones inéditas en solitario, como «Eres tú» y «Tú y yo». 
En 2001 publicó su tercer álbum en solitario, titulado Basado en hechos reales.

### 2002-presente: reformación de Hombres G
En 2002 Summers se reúne con sus antiguos compañeros de Hombres G para grabar el álbum Peligrosamente juntos y realizar una multitudinaria gira de reencuentro. A partir de entonces, David ha liderado a la banda en la grabación de tres álbumes de estudio: Todo esto es muy extraño (2004), 10 (2007).   
Posteriormente publican el disco 10 por el que son nominados a los Grammys Latinos en la categoría Mejor Álbum Vocal Pop/Dúo o Grupo. En 2011, publican en España un nuevo álbum En la playa, un acústico que contó con la participación de Miguel Bosé, Ha*Ash, Ana Torroja, Dani Martín, entre otros.
En 2015, cumplen 30 años de la publicación de su primer disco Hombres G, el 2 de junio publican el álbum recopilatorio, titulado 30 años y un día que contiene temas de la banda de su primera y segunda etapa. Tras 9 años desde la publicación de su último disco de estudio, el 15 de marzo de 2019, publican Resurrección su décimo segundo álbum de estudio.

## Vida personal
En 1992 se casó con Marta Madruga, y al año siguiente fallece su padre, Manuel Summers.

## Discografía

### Como solista
- 1994: David Summers
- 1997: Perdido en el espacio
- 1998: En directo desde el Metropolitan
- 2001: Basado en hechos reales